# David Hasselhoff
David Michael Hasselhoff, apelidado de The Hoff (Baltimore, 17 de julho de 1952) é um ator, cantor, produtor e empresário norte-americano, que estabeleceu o Guinness World Records como o homem mais visto na TV. Ele ganhou reconhecimento em The Young and the Restless, interpretando o Dr. Snapper Foster, mas sua carreira foi marcada por estrelar as séries Knight Rider, como Michael Knight, e Baywatch como Mitch Buchannon. Hasselhoff produziu Baywatch dos anos 1990 até 2001, quando a série terminou com Baywatch Hawaii. Ele também apareceu em filmes, incluindo Click, Dodgeball, The SpongeBob SquarePants Movie e Hop. Antes de Samuel L. Jackson, Hasselhoff foi o primeiro ator a interpretar o personagem Nick Fury no telefilme Nick Fury: Agent of S.H.I.E.L.D. em 1998.
Em 2000, estreou na Broadway com o musical Jekyll & Hyde. Após sua estreia, estrelou outros musicais, incluindo Chicago e The Producers.

## Biografia
Aos sete anos, começou a ter lições de dança e de interpretação. Aos 18 anos, conseguiu arranjar um pequeno papel numa peça da Broadway e em breve chegou a director de coreografia. Impressionou as audiências femininas com um papel de médico na telenovela The Young and the Restless (1975-1982). As suas primeiras incursões cinematográficas foram discretas e em filmes que foram fracassos comerciais: Revenge of the Cheerleaders (1976) e Starcrash (1979).
Foi com o seu papel de combatente do crime Michael Knight, em Knight Rider (1982), que Hasselhoff se tornou uma estrela mundial. Em 1988, conheceu Jack White, produtor discográfico alemão que o convenceu a gravar um álbum: Looking for Freedom, que vendeu centenas de milhares de cópias por toda a Europa.
De regresso aos Estados Unidos, foi convidado a protagonizar a série Baywatch (1989-2000), que permaneceu em exibição durante onze temporadas. A partir daí, continuou a ser presença constante em séries televisivas e telefilmes, enquanto travava uma batalha paralela contra o alcoolismo, tendo sido internado em clínicas de desintoxicação em 2006, 2009 e 2010.
Em 2006 fez uma participação especial no filme animado Bob Esponja - O Filme e o filme Click.
Em 2008 estrelou o telefilme Anaconda 3.
De 2006 a 2009 foi jurado do programa de televisão americano America's Got Talent.
Em 2015, cantou a música-tema do média-metragem Kung Fury, de David Sandberg, comédia disponibilizada gratuitamente na internet, com milhões de visualizações em poucos dias, que traz uma série de referências a outros filmes e séries dos anos 1980, com Hasselhoff dando voz ao carro do protagonista – uma forma de homenagear o seriado “Super Máquina” (originalmente Knight Rider), estrelado pelo próprio Hasselhoff. O ator também assina a música tema do filme.
Em maio de 2016 anunciou que está noivo de Hayley Roberts, de 36, com quem namora desde 2011. O ator já foi casado com a cantora Catherine Hickland e com a atriz Pamela Bach (de 1989 a 2006).
Ainda em maio de 2016, Hasselhoff foi processado pela ex-mulher, Pamela Bach, por não lhe cumprir com o pagamento de uma pensão anual no valor de 224 mil euros. Em tribunal justificou o incumprimento com a falência. "Estou arruinado", disse, afirmando ter "apenas 3 500 euros" na sua conta bancária. Frisou que o seu vencimento mensal de cem mil euros não chega para fazer frente a todos os custos.

## Filmografia
- 1975 - The Lion Roars Again
- 1976 - Revenge of the Cheerleaders
- 1979 - Starcrash
- 1988 - Strong Times
- 1988 - Three Crazy Jerks II
- 1988 - La Casa 4
- 1989 - Bail Out
- 1990 - The Final Alliance
- 1991 - Knight Rider 2000
- 1992 - Neon City
- 1996 - Dear God
- 1998 - Nick Fury: Agent of S.H.I.E.L.D.
- 1998 - Legacy
- 1999 - The Big Tease
- 2000 - The Target Shoots First
- 2000 - Welcome to Hollywood
- 2001 - Layover
- 2002 - The New Guy
- 2003 - Fugitives Run
- 2004 - Dodgeball: A True Underdog Story
- 2004 - A Dirty Chame
- 2004 - The SpongeBob SquarePants Movie
- 2005 - EuroTrip
- 2006 - Click
- 2007 - Kickin' It Old Skool
- 2008 - Anaconda 3: Offspring
- 2008 - Command & Conquer: Red Alert 3 - (videogame)
- 2008 - Pain
- 2011 - Hop
- 2012 - Piranha 3D
- 2015 - Kung Fury
- 2016 - Call of Duty: Infinite Warfare - (vídeo game);(modo zumbis
- 2017 - Guardiões da Galáxia 2 - Uma das formas de Ego
- 2017 - Baywatch: S. O. S. Malibu - Mitch Buchannon, o Mentor

## Teatro
- Chicago (Londres) – Billy Flynn
- Jekyll & Hyde (Broadway) – Dr. Henry Jekyll / Edward Hyde
- Grease – Danny Zuko
- Jesus Christ Superstar – Judas Iscariotes
- The Producers (Las Vegas) – Roger DeBris
- The Rocky Horror Show (Los Angeles) – Dr. Frank N. Furter
- Peter Pan (Londres) – Capitão Gancho
- Peter Pan (Bristol) – Capitão Gancho

## Televisão
- The Young and the Restless (membro do elenco de 1975–1982, 2010)
- 1976 - Griffin and Phoenix: A Love Story
- 1979 - Pleasure Cove - (1 episódio)
- 1980 - Semi-Tough  - (1 episódio)
- Knight Rider (pt: O Justiceiro e br: A Super Máquina) (1982–1986)
- 1984 - The Cartier Affair
- 1985 - Bridge Across Time
- 1988 - Perry Mason: The Case of the Lady in the Lake
- 1989 - Fire and Rain
- Baywatch (membro do elenco de 1989–2000)
- 1991 - A Super Máquina 2000
- 1992 - The Bulkin Trail
- 1992 - Ring of the Musketeers
- 1994 - Avalanche
- Baywatch Nights (1995–1997)
- 1996 - Gridlock
- 1997 - Night Man (1 episódio)
- 1998 - Nick Fury: Agent of S.H.I.E.L.D.
- 2000 - Whose Line Is It Anyway? - (participação especial)
- 2000 - One True Love
- 2001 - Jekyll & Hyde
- 2001 - Shaka Zulu: The Citadel
- 2003 - Baywatch: Hawaiian Wedding
- 2004 - The Spongebob Squarepants Movie
- 2006 - Still Standing
- 2006 - Wildboyz
- America's Got Talent (2006–2009)
- 2008 - Knight Rider  (filme da NBC)
- 2009 - O Hoff: When Scott Mills Came to Stay - Meet the Hasselhoffs
- Robot Chicken (2006–2009)
- 2010 - WWE Raw

## Discografia

### Álbuns
| 1985                                         | Night Rocker                                 | 1  | —  | —  |
| 1987                                         | Lovin' Feelings                              | 11 | —  | —  |
| 1989                                         | Knight Lover                                 | —  | —  | 17 |
| 1989                                         | Looking for Freedom                          | 5  | 1  | 3  |
| 1990                                         | Crazy for You                                | 1  | —  | 1  |
| 1991                                         | David                                        | 1  | 12 | 7  |
| 1992                                         | Everybody Sunshine                           | 16 | 21 | 17 |
| 1993                                         | You Are Everything                           | 10 | 20 | 27 |
| 1994                                         | Du                                           | 21 | 43 | 41 |
| 1995                                         | Looking for ... the Best                     | 50 | —  | —  |
| 1995                                         | David Hasselhoff                             | —  | —  | —  |
| 1997                                         | Hooked on a Feeling                          | 49 | —  | 41 |
| 2000                                         | Magic Collection                             | —  | —  | —  |
| 2004                                         | Sings America                                | 11 | 27 | —  |
| 2004                                         | The Night Before Christmas                   | —  | —  | —  |
| 2005                                         | David Hasselhoff Sings American Gold Edition | —  | —  | —  |
| "—" lançamentos que não entraram nas paradas |                                              |    |    |    |

### Singles
| Ano                                          | Single                              | Posição nas paradas | Posição nas paradas | Posição nas paradas | Posição nas paradas | Posição nas paradas | Posição nas paradas | Posição nas paradas |
| Ano                                          | Single                              | AUT                 | FRA                 | GER                 | NED                 | SUI                 | UK                  | AUS                 |
| -------------------------------------------- | ----------------------------------- | ------------------- | ------------------- | ------------------- | ------------------- | ------------------- | ------------------- | ------------------- |
| 1989                                         | "Looking for Freedom"               | 1                   | 12                  | 1                   | 31                  | 1                   | —                   | —                   |
| 1989                                         | "Our First Night Together"          | —                   | —                   | —                   | —                   | 14                  | —                   | —                   |
| 1989                                         | "Is Everybody Happy?"               | —                   | —                   | 8                   | —                   | 8                   | —                   | —                   |
| 1990                                         | "Freedom for the World"             | 30                  | —                   | 48                  | —                   | —                   | —                   | —                   |
| 1990                                         | "Flying on the Wings of Tenderness" | —                   | —                   | 22                  | —                   | —                   | —                   | —                   |
| 1990                                         | "Crazy for You"                     | 4                   | —                   | 18                  | —                   | 21                  | —                   | —                   |
| 1991                                         | "Do the Limbo Dance"                | 1                   | —                   | 12                  | —                   | 19                  | —                   | —                   |
| 1991                                         | "Gipsy Girl"                        | 12                  | —                   | —                   | —                   | —                   | —                   | —                   |
| 1991                                         | "Hands Up For Rock 'n' Roll"        | 30                  | —                   | —                   | —                   | —                   | —                   | —                   |
| 1992                                         | "Everybody Sunshine"                | 26                  | —                   | —                   | —                   | 27                  | —                   | —                   |
| 1993                                         | "Wir zwei allein" (with Gwen)       | 4                   | —                   | —                   | —                   | 10                  | —                   | —                   |
| 1993                                         | "If I Could Only Say Goodbye"       | —                   | —                   | —                   | —                   | —                   | 35                  | —                   |
| 1993                                         | "The Girl Forever"                  | —                   | —                   | 78                  | —                   | —                   | —                   | —                   |
| 1996                                         | "Hooked On A Feeling"               | 36                  | —                   | —                   | —                   | —                   | —                   | —                   |
| 2005                                         | "Limbo Dance"                       | —                   | —                   | 98                  | —                   | —                   | —                   | —                   |
| 2006                                         | "Jump in My Car"                    | 61                  | —                   | —                   | —                   | —                   | 3                   | 50                  |
| "—" lançamentos que não entraram nas paradas |                                     |                     |                     |                     |                     |                     |                     |                     |